# Distretto di Soresina
Il distretto di Soresina era il nome di un distretto ideato dal governo giacobino della Repubblica Cisalpina nel dipartimento dell'Alto Po. Come molti enti simili, ebbe una durata limitata nel tempo.

## Storia
La Costituzione della Repubblica Cisalpina progettò un nuovo ordinamento degli enti locali lombardi, partendo dal presupposto di una nuova geografia basata su una razionalizzazione illuministica anziché sui retaggi di secoli di storia. La funzione dei distretti sarebbe divenuto quello di svolgere le più alte funzioni municipali nelle aree di notevole parcellizzazione comunale.
Il distretto in oggetto venne classificato col numero 16.
Definito dalla legge 6 germinale anno VI, l'ente non riuscì ad avere una vera applicazione fino al golpe militare che riversò il governo giacobino sostituendolo con uno più finalizzato ad ottenere risparmi per la guerra. Il distretto divenne il numero 12, subendo una decurtazione per la modifica del confine provinciale.

## Territorio
Il territorio del distretto si basava sulle vecchie delegazioni III e IV e V della provincia di Cremona, tranne il capoluogo che faceva distretto a sé per legge per le sue dimensioni. 
Col golpe del 1798 il capoluogo perse la sua individualità, e il distretto perse vari comuni settentrionali passati sotto Bergamo al dipartimento del Serio, un provvedimento quasi totalmente poi mantenuto nei tempi successivi.